# 朱棣生母
朱棣生母的身分自明朝起，相关文献和学者就有多种不同说法。各方说法大致可以分为两种：一是，明成祖朱棣自述、其父朱元璋的皇后马氏；二是，朱元璋的妃子。妃子身分有多种不同说法，亦可分为两类，一是正史记载的妃子，二是笔记、野史记载的妃子。
朱元璋建立明朝后，颁布的《皇明祖训》规定皇位继承“凡朝廷无皇子，必兄终弟及，须立嫡母所生者[嫡子]。庶母所生[庶子]，虽长不得立”。朱元璋第四子、燕王朱棣发动靖难之役，成功取代建文帝获得皇位，是为明成祖。此后朱棣声称，与建文帝父、朱元璋长子、懿文太子朱标同为马皇后所生，为自己取得皇位，提供正当性。明朝官方亦以此为定论。清政府修撰《明史》同样采用这一说法。虽然晚明以来的文献和近代学者有多种异说，不认可明朝官方定论，但因建文和之前官方史料的缺失、被修改:63，所以“现在所能作凭藉的史料只是官方的片面記载和后代私人的记述”:636。

## 各类说法
《明实录·太宗文皇帝实录》、《明史·诸王传》和《公主传》所记，马皇后生五子二女，分别是“太子標、秦王樉、晉王棡、成祖、周王橚”，以及寧國公主、安慶公主。两位公主年幼于周王朱橚。
傅斯年指出:94《诸王传》下文和黃子澄传记，暗示朱棣与太子朱标异母，与周王朱橚同母。

### 正史记载的后妃

#### 马皇后
旧钞本《燕王令旨》“顾予匪才，乃父皇太祖高皇帝亲子，母后孝慈高后亲生，皇太子亲弟，忝居众王之长”。
建文帝讨伐燕王的诏书称其为“孝康皇帝同母弟”。
王世贞《二史考》和郎瑛《七修类稿》则指，马皇后仅生朱棣和朱橚。《七修类稿·卷十》记:?－632，“今鲁府所刻玉牒，又以高后止生成祖与周王，因其不同，故录出之”。
谈迁《枣林杂俎》所记，晚明时，明孝陵的太监已俱称马皇后无子。1930、40年代，中国学界曾对朱棣生母进行过激烈争论。学者朱希祖认为马皇后无子、周王朱橚非同母弟的说法皆疑不足信:93。

#### 达妃
王世贞所著《二史考》记：“《革除遗事》则谓懿文、秦、晋、周王为高皇后生，而太宗为达妃子”。吴晗解释，现存《革除遗事》的卷数比原本少，“原本明清之际已不传”，王世贞所见内容已无记载:632。达妃的“达”若指姓氏，即是朱元璋的達定妃。達定妃生二子，齊王朱榑、潭王朱梓。若同“高麗妃”:635指族名，即是达达妃（蒙古人）。

### 笔记野史的妃子
明代以来的各类笔记、野史中，多见朱棣生母为碽妃或元顺帝妃（洪吉喇氏、甕氏、高麗妃）的说法。清代朱彝尊曾称“高麗碽妃”。今则流行朱棣生母为朝鲜人的说法:62。又或将碽妃、元顺帝妃、高麗人三重身份混为一人。此外，《罪惟錄》提及一位与朱棣生母身份不同的瓮妃洪吉喇氏。洪武二十五年（1392年），十四岁的洪吉喇氏入宫，成为宠妃。洪武三十一年（1398年），瓮妃与李淑妃一同被朱元璋赐死殉葬。
南京大报恩寺是朱棣继位后，为报答父亲朱元璋和母亲马皇后的父母之恩所建。大报恩寺中正殿大门经常紧闭。故民间传闻，殿中实际供奉的是朱棣生母碽妃:44:63，更相信大报恩寺实是为碽妃所建。王謇《瓠庐杂缀》中记，馮桂芬曾对人说，湘军攻克金陵城时，“官军得明成祖御碣于报恩寺塔座下，其文略谓成祖生母为翁吉剌氏，翁故为元顺帝宫人”。
朱希祖则认为，碽妃由洪吉喇氏演变而来。汉人将元顺帝妃洪吉喇氏简称洪氏，一变为《广阳杂记》的甕氏，再变为《南京太常寺志》的碽妃。当代研究者指出，朱希祖曾因傅斯年坚信朱棣生母为碽妃、为元顺帝之子而不满。他认为傅的观点与陈寅恪的“李唐为胡姓之说”（胡人输血论），“同为诬辱之尤，淆乱种族，颠倒史实，杀国民自强之心”的言论:96。

#### 先太后
洪武二十二年（1389年），高麗王朝使臣權近在北平拜谒燕王朱棣。權近《奉使录》诗题云：“到燕台驿，进见燕府。先诣典仪所。所官入启，以是日先太后忌日，不受礼，命奉嗣叶鸿伴接到馆。七月十五日也。”时，马皇后已在洪武十五年（1382年）逝世，但忌日为八月初十，并非七月十五日:44。此外，“先太后”无其它记载。

#### 碽妃
朱棣生母为碽妃的说法，谈迁等人具引于《南京太常寺志》:632－633。所引《南京太常寺志》为天启三年沈若霖版。此书现已散佚，僅存有引文數段。谈迁《枣林杂俎·義集》引文，明孝陵享殿神位的摆放为“左淑妃李氏生懿文皇太子（朱标）、秦愍王（朱樉）、晋恭王（朱棡）；次皇[?]妃[?]氏生楚王、鲁王、代王、郢王、齐王、谷王、唐王、伊王、潭王；又次皇贵妃[?]氏生相王、肃王、韩王、沈王；又次皇贵人[?]氏生辽王；又次皇美人[?]氏生宁王、安王，俱东列。碽妃生成祖文皇帝，独西列。”清代朱彝尊亦述《南京太常寺志》“大書孝陵殿宇，中設高皇帝后主，左配生子妃五人，右祗碽妃一人，事足征信”。谈迁亦提及，当时明孝陵太监俱称马皇后无子。现代作者有相近、略不同的引文:62，其中，皇妃某氏生楚王、蜀王等十王。沈玄华《敬礼南都奉先殿纪事》指南京明故宫太庙奉先殿神位摆放与明孝陵相近，“高后配在天，御幄神所栖。众妃位东序，一妃独在西。成祖重所生，嫔德莫敢奢。一见异千闻，实录安可稽？”:634
李清《三垣笔记》:633提及，明末大儒钱谦益曾于弘光元年（1645年）元旦拜谒明孝陵，发现孝陵神位的摆布正如“本志[南京太常寺志]所载，东侧列妃嫔二十余，而西侧止碽妃”。生母不详的周王朱橚，李清据他曾为孙贵妃服丧三年，推测为孙贵妃所生。吴晗认同，马皇后无子，李淑妃生太子朱标三子，碽妃生朱棣和朱橚二子的说法:646。清代朱彝尊《曝書亭集》引《枣林杂俎》，提及“高麗碽妃”，但《枣林杂俎·義集》相关只称“碽妃”。“高麗碽妃”来源无从考证。现代作者亦指碽妃为高麗人:43:62。而在现代传说中，出身高麗的碽妃生下朱棣时，因孕期未足月，被朱元璋视为不祥，以“铁裙”之刑处死。朱棣为纪念生母，在南京修建了大报恩寺和九层琉璃宝塔。
历史上李淑妃的父亲李杰投奔朱元璋时，才二十六岁，同时，朱标已在前一年（1355年）出生。因此李淑妃不可能是朱标的生母。同时，《南京太常寺志》文中所称，皇妃某氏生楚王等九个藩王，而按《明史·诸王传》，这九个藩王的生母实际为胡充妃、郭宁妃等七人。其后描述文字亦与《明史·诸王传》记载有差别。谈迁认为即使马皇后无子，又“何讳他王母？”而“九王同母亦奇”。同时，嘉靖朝担任南京太常寺卿鄭曉在《今言》记，明孝陵“祭旁列四十六案，或坐或否，大抵皆妃嬪也。”与李清《三垣笔记》所称“东侧列妃嫔二十余:633”，两者人数不符。

#### 元顺帝妃
朱棣生母为元顺帝妃之说，其具体身份有两种说法，一是蒙古妃（洪吉喇氏、甕氏），二是高麗妃。更进一步说朱棣为元顺帝遗腹子。
历史上的至正二十八年（1368年）閏七月，徐達攻陷大都，元順帝率太子、后妃、臣僚等出逃。至正二十九年（1369年），常遇春攻陷上都，而朱棣卻出生於元朝至正二十年（1360年），明軍攻陷上都時朱棣已經9歲:11。朱棣出生时，父亲朱元璋只占有應天、池州、江州、泗州，尚為小明王韓林兒所封的吳國公。北方紅巾軍被元朝大將察罕帖木兒在汴梁擊潰，1363年在安豐之役中又敗於降元的吳王張士誠，同年朱元璋擊敗陳友諒。按此時間表和當時勢力分布，紅巾軍興第八年，朱元璋當時能擄獲元顺帝妃嫔并生下皇子的可能性為零。故有作者:63指这一说法“很可能是民间讹传”。
有作者:44，将元顺帝遗腹子之说，视为百姓不满朱元璋、朱棣严苛统治“编造谣言以发泄不满情绪”。傅斯年依明人笔记，认同朱棣为元顺帝高麗妃所生的说法，“并记当时民间歌语，七言成句。末语谓[洪武]三十五年仍是胡人之天下云云”:635。傅斯年亦指，朱棣为元顺帝之子的说法可能是不满其统治的明朝人，因“其生母非汉姓”，效仿元顺帝为宋恭帝之子的传说而产生的说法:645。

##### 洪吉喇氏
《蒙古源流·卷八》记:634－635，元顺帝“第三福晋系洪吉喇特托克托太师之女，名格呼勒德哈屯，怀孕七月，洪武汗纳之。越三月，是岁戊申生一男。朱洪武降旨曰：从前我汗曾有大恩於我，此乃伊子也，其恩应报，可为我子，尔等勿以为非。逐养为己子，与汉福晋所生之子朱代共二子。朱代庚戊年生，岁次戊寅，年二十九岁即位，在位四。越月十八日即卒。於是年无子，其蒙古福晋所生之子，於已卯年三十二岁即位。[……]”
王謇《瓠庐杂缀》记，朱棣“生母为翁吉剌氏，翁故为元顺帝宫人。生成祖距入明宫仅六月耳。明制：宫人入宫，七月内生子者，需受极刑。马后仁慈，遂诏翁以成祖为马后生。实则成祖生日，距懿文太子之生，仅十月稍强。翁自是遂抑郁而殁，易篑前，以己子画像一祯，授成祖乳母，且告以详，命于成祖成年就国后告之。成祖封燕王，乳母如命相告。于是始知已之来历，乃投袂奋起，而靖难之变作矣！”朱棣乳母冯氏安葬于北京，当随朱棣赴藩就国。但太子朱标年长朱棣五岁，并非此文提及的“十月稍强”。

##### 氏
蒙古人甕氏（甕通瓮）或称甕妃。清人刘献廷所著《广阳杂记·卷二》的记载:635：“明成祖非馬后子也。其母甕氏，蒙古人。以其为元顺帝之妃，故隐其事。宫中别有庙，藏神主，世世祀之，不关宗伯。有司礼太监为彭躬庵言之：余少时闻燕之故老为此说，今乃信焉。”
有作者:63指这一说法“很可能是洪吉喇氏之说的另一个版本，因而也是不足为信的。”

##### 高麗妃
吴晗引:635傅斯年所撰《明成祖生母记疑》，指明人笔记以朱棣为元顺帝高麗妃所遗之子。具体笔记不详。

## 影视作品
- 1998年电视剧《乞丐皇帝传奇》   杨丽菁  飾 碩明霞
- 2011年电视剧《洪武三十二》   韩马利  飾 甕妃
- 2006年電視劇《神機妙算劉伯溫》   金玉嵐  飾 碩妃